# Wilson Greenwood
Wilson Greenwood (tháng 7 năm 1871 – tháng 1 năm 1943) là một cầu thủ bóng đá người Anh thi đấu ở vị trí outside forward. Ông sinh ra ở Padiham, Lancashire. Ông thi đấu ở Football League cho Sheffield United, Grimsby Town và Newton Heath.